# Lågbudgetfilm
Lågbudgetfilm, en film vars budget ligger avsevärt lägre än andra filmer inom samma produktionsområde. Filmer med i princip obefintlig eller extremt låg budget benämns ofta nollbudgetfilmer.
Populärt förekommer även begrepp som "B-film" och "kalkonfilm" i sammanhanget. B-film syftar dels på lågbudgetfilm och dels på film som är dålig enligt någon. Kalkonfilm eller kalkon syftar på löjeväckande dålig film enligt någon.

## Lågbudgetfilm
Det finns ingen allmän gränsdragning för vid vilken produktionskostnad en film övergår från att vara en normalkostnadsproduktion till att bli en lågbudgetfilm, och termen kan således många gånger komma att användas relativt godtyckligt. Gränsen mellan lågbudgetfilmer och normalbudgetfilmer måste dessutom ses som varierande från land till land - bland annat så skulle merparten av svensk filmproduktion klassas som lågbudgetfilmer om de producerades i USA. Lågbudgetfilm kan vara i form av spelfilm, dokumentärfilm eller animerad film.
Produktionen av en lågbudgetfilm kan huvudsakligen ha två orsaker - framför allt är en låg budget ofta en nödvändighet bland ännu icke erkända filmskapare och bland annat Svenska Filminstitutet har startat vissa debutantprojekt med lågbudgetfilm, men det förekommer även att filmskapare av artistiska skäl väljer att producera en film med minimalistiska förutsättningar; ett sådant exempel är Lukas Moodyssons Ett hål i mitt hjärta. Det kan också vara att etablerade filmskapare vill berätta en historia som av finansiärer inte bedöms som tillräckligt intressant. Exempel på sådana är Ingmar Bergmans Det sjunde inseglet, som tvangs göras med liten budget på rekordkort tid och sedan blev en av filmhistoriens mest uppmärksammade filmer internationellt, liksom hans Viskningar och rop, där de medverkande tvangs satsa sina eventuella gager för att kunna genomföra den i det svenska 1970-talets politiska oro. Man kan också välja att göra lågbudgetfilm för att få oberoende att experimentera med form och innehåll. Bland framgångsrika exempel på detta finns amerikanske David Lynchs tidigare filmer eller mycket av tyske Rainer Werner Fassbinders väldiga produktion.
Ett besläktat begrepp i sammanhanget är independentfilm, som oftast är mer eller mindre lågbudgetfilm, som görs av mindre produktionsbolag utanför de ordinarie etablerade vägarna och har sitt ursprung i USA. Dessa produktioner behandlas i USA mildare av fackförbund etc men kan inte sällan ha svårigheter att finna distribution och uppmärksamhet. Dock har med tiden de stora filmbolagen insett den växande marknaden för dessa filmer och startat egna samarbetsbolag, till exempel Fox Searchlight. Det har även startats en marknad av filmfestivaler och utmärkelser internationellt, såsom amerikanska Sundance Film Festival. Inte minst på 1960-70-tal kom en våg av amerikanska oberoende relativa lågbudgetfilmer som Easy Rider och John Cassavetes filmer. I Sverige har Mats Helge Olsson under flera decennier gjort sig känd för en omfattande produktion av oberoende lågbudgetfilmer.
År 2012 blev den kinesiska lågbudgetfilmen Lost in Thailand den mest inkomstbringande kinesiska filmen någonsin med en intäkt motsvarande över 1 miljard kronor bara i Kina; långt mer än alla påkostade filmer.
Många pornografiska filmer är lågbudgetfilmer, och historiens hittills mest ekonomiskt lyckade lågbudgetfilm är porrfilmen Långt ner i halsen. Filmens produktionskostnad uppgick till ett par tusen amerikanska dollar, och idag kan uppvisa en vinst på över 600 miljoner dollar.

## Nollbudgetfilm
Främst med tillgången till först hemkameror för super 8-film och senare billiga videokameror och bättre kameror i mobiltelefoner har möjligheten för vem som helst att göra enklare filmer och visa till exempel på Youtube blivit en realitet. Ett mer udda professionellt exempel på detta är Dramatens chef Marie-Louise Ekmans webb-tv-serie Den dramatiska asylen (2013–14), inspelad i Dramatens lokaler med dess skådespelare och filmad med regissörens egen mobiltelefon under enkla förhållanden.
Det har också växt fram en egen nisch av "nollbudgetfilmare" – inte sällan del av en så kallad undergroundkultur – som inte låter sig begränsas av en omständlig, tidsödande och svår finansieringsprocess utan gör sina filmer helt på egen hand med billig teknik och med bekanta som mer eller mindre oavlönade medarbetare och aktörer. Även för denna genre har det växt upp vissa nätverk och en specialintresserad publik. Exempel på en produktiv "nollbudgetfilmare" är Henrik Möller, som gjort ett antal filmer med Malmö-anknytning och ingår i S:t Knutsgruppen av filmare i Malmö. Ett annat udda svenskt exempel är helsingborgaren Anders Olofsson, som sedan 1996 arbetat med det egna jätteprojektet Stall-Erik och snapphanarna, som han bekostar med sitt eget lokalvårdarearbete och till vilket han har lyckats samla större delen av den svenska skådespelareliten att medverka i princip oavlönat.

## Exempel på framgångsrika lågbudgetfilmer
- Alla helgons blodiga natt - Skräckfilmsklassiker från 1978
- Blair Witch Project
- Django
- Eraserhead - David Lynch debutfilm
- Motorsågsmassakern - Uppmärksammad skräckfilm från 1974
- Paranormal Activity
- Paris, Texas